# 이마니시 류
이마니시 류(今西龍; 금서룡, 1875년 8월 15일 ~ 1932년 5월 20일)는 기후현(岐阜縣) 출신으로, 일본의 사학자이다. 이병도의 직장(조선사편수회) 상사이기도 하다.

## 활동
1903년 도쿄 제국 대학을 졸업한 후 1906년부터 경주 등에서 고고학 조사를 하였다. 1913년 9월 조선총독부의 고적조사 때 평안남도 룡강군에서 세키노 다다시와 함께 점제현신사비(秥蟬縣神祠碑)를 발견하였다. 같은 해 교토제국대학의 강사가 되었고, 1916년에는 조교수가 되었다. 북경 유학 후 1926년에는 서울대학교의 전신인 경성제국대학과 교토제국대학의 겸임교수가 되었다. 1925년부터 1932년까지 조선 총독부 조선사 편수회의 회원이었고, 일본의 덴리 대학(天理大學)에는 금서룡문고(今西龍文庫)가 있다.

## 저서
- 《檀君考》, 1929년
- 《滿洲語のはなし》, 1931년
- 《新羅史研究》, 近沢書店, 1933년
- 《百済史研究》, 近沢書店, 1934년
- 《朝鮮史の栞》, 近沢書店, 1935년
- 《朝鮮古史の研究》, 近沢書店, 1937년
- 《高麗史硏究》, 近澤書店, 1944년

### 번역서
- 《신라사 연구》, 이부오 옮김, 서경문화사, 2008

## 같이 보기
- 동경제국대학
- 조선총독부
- 조선사 편수회
- 경성제국대학

## 참고 문헌
- 두산백과